# Kafka und Ich
Kafka und Ich ist ein deutscher Filmessay von Vera Weber und Benjamin Kahlmeyer.

## Handlung
Kafka und Ich erzählt Geschichte und Werk des Schriftstellers durch die Augen von Franz Kafkas Hündin, gesprochen von Anna Thalbach. 100 Jahre nach dem Tod ihres Herrn und Schöpfers hat die Hündin Fragen zu dem Schriftsteller: Wer war Franz Kafka? Warum sind seine Texte so aktuell? Warum ist er heute immer noch relevant? Warum wird er weiterhin gefeiert, und was verbindet ihn mit dem Leben im 21. Jahrhundert? Bei einer Spurensuche durch das zeitgenössische Prag kommentiert die Hündin das Treiben der Menschen mit Neugier und ungläubigem Staunen. Daneben kommen Daniel Kehlmann, Rüdiger Safranski und Thilo Mischke zu Wort. Sie umschreiben das Phänomen Franz Kafka aus ihrer Perspektive und gehen der Frage auf den Grund, warum es so lohnend ist, sich immer wieder neu mit ihm zu beschäftigen.

## Produktion und Veröffentlichung
Produziert wurde der Film von der Berliner Produktionsfirma DRIVE beta im Auftrag das NDR für die ARD Mediathek. Die Dreharbeiten fanden 2023 in Berlin, Prag und Badenweiler statt.
Kafka und Ich wurde am 20. März 2024 in der ARD Mediathek veröffentlicht, die Erstausstrahlung in der ARD erfolgte am 24. März 2024. Am 22. September 2024 feierte der Film seine Festival-Premiere beim  Literatur Film Festival Münster.

## Kritik
Holger Gertz betitelt seine Filmkritik in der Süddeutschen Zeitung mit „Was Franz Kafkas Hündin vielleicht über ihn gesagt hätte. Ein Film mit Liebe, Wurst und Erkenntnisgewinn“ und schreibt dann: „Ein überraschender Film über Menschen und Tiere, spürbar mit sehr viel Liebe gemacht.“ Dabei ist er angetan vom Voice-Over Anna Thalbachs, „die dem Tier ihre unverwechselbare Stimme leiht und es befähigt, aus Hundeperspektive die Umwelt zu charakterisieren.“